# Acanthocercus
Acanthocercus — рід ящірок з родини агамових. Має 12 видів.

## Опис
Загальні розміри представників цього роду сягають 40 см. Колір шкіри коливається від сіруватого до оливкового, бурого. Голова має яскраві кольори, шия може бути блакитною, коричневою, чорною. Хвіст по мірно короткий жовтуватого, оливкового кольору. Вдовж спини тягнеться світла смуга. Тулуб трохи стиснутий, дещо витягнута голова, морда загострена.

## Спосіб життя
Полюбляють скельні, кам'янисті місцевості з гарною рослинністю. Добре лазають по деревах. Харчуються комахами та іншими безхребетними.
Це яйцекладні ящірки. Самиці відкладають до 15 яєць.

## Розповсюдження
Мешкають на Аравійському півострові, південній та східній Африці.

## Види
- Acanthocercus adramitanus (Anderson, 1896)
- Acanthocercus annectens (Blanford, 1870)
- Acanthocercus atricollis (Smith, 1849)
- Acanthocercus branchi Wagner, Greenbaum & Bauer, 2012
- Acanthocercus ceriacoi Marques, Parrinha, Santos, Bandeira, Butler, Sousa, Bauer & Wagner, 2022
- Acanthocercus cyanogaster (Rüppell, 1835)
- Acanthocercus guentherpetersi Largen & Spawls, 2006
- Acanthocercus margaritae Wagner, Butler, Ceriaco & Bauer, 2021
- Acanthocercus phillipsii (Boulenger, 1895)
- Acanthocercus trachypleurus (Peters, 1982)
- Acanthocercus yemensis (Klausewitz, 1954)
- Acanthocercus zonurus (Boulenger, 1895)